# Dan Duquette
Pour les articles homonymes, voir Duquette.
Dan Duquette, né en 1958 à Dalton, Massachusetts, États-Unis, est le directeur général des Orioles de Baltimore de la Ligue majeure de baseball (MLB). Il occupe précédemment les mêmes fonctions chez les Expos de Montréal et les Red Sox de Boston.

## Expos de Montréal
Duquette succède à Dave Dombrowski comme directeur général des Expos de Montréal le 19 septembre 1991, après avoir été directeur du développement des joueurs de la franchise à partir de 1987. Les Expos améliorent leur fiche par 16 victoires en 1992 et Duquette est nommé directeur général de l'année par Sporting News.
Il demeure en fonctions jusque après la saison de baseball 1994. C'est sous sa gouverne que se joignent à l'organisation de jeunes joueurs tels Marquis Grissom, Cliff Floyd, Delino Deshields et Vladimir Guerrero. Il obtient aussi pour les Expos, par voie de transaction, les Ken Hill, Jeff Fassero et John Wetteland. Le 19 novembre 1993, il réalise l'un des échanges les plus astucieux dans l'histoire du club, cédant le joueur de deuxième but DeShields aux Dodgers de Los Angeles en retour du futur lanceur étoile Pedro Martínez. Les Expos de Montréal sont la meilleure équipe du baseball majeur en 1994.

## Red Sox de Boston

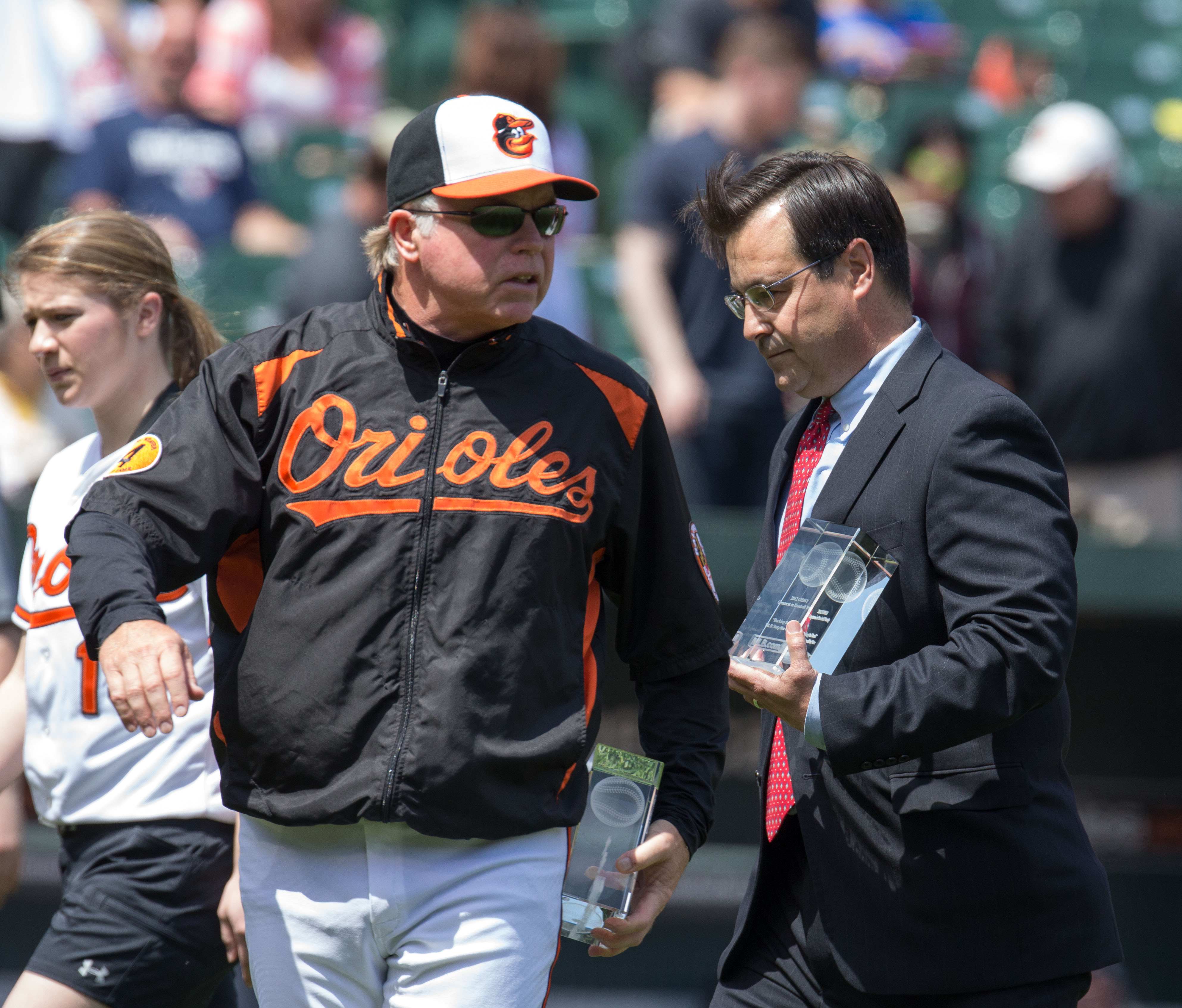
Le gérant des Orioles Buck Showalter et Dan Duquette (à droite) en 2013.

Duquette est directeur général des Red Sox de Boston, l'équipe de son État natal, de 1995 à 2002. Son séjour de huit ans est notable pour les participations multiples de l'équipe aux séries éliminatoires, mais aussi pour l'acquisition de joueurs qui aideront la franchise à remporter la Série mondiale 2004 après son départ : Pedro Martínez, Johnny Damon, Manny Ramírez, Tim Wakefield. Duquette est en revanche critiqué pour les départs de vedettes tels Roger Clemens et Mo Vaughn.

## Orioles de Baltimore
En novembre 2011, il devient directeur général des Orioles de Baltimore. En 2012, après 14 saisons perdantes consécutives, la franchise joue en séries éliminatoires. En janvier 2013, Duquette signe une prolongation de contrat qui l'associe aux Orioles jusqu'en 2018.
En 2014, Duquette reçoit du Sporting News le titre du directeur général de l'année pour la seconde fois, 22 ans après avoir reçu pour Montréal le même honneur.